# 山德罗·甘巴

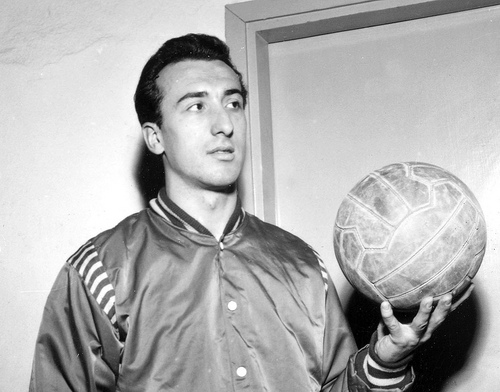
山德罗·甘巴

山德罗·甘巴（義大利語：Sandro Gamba，1932年6月3日—），意大利男子篮球运动员、教练。他曾带领意大利获得1980年夏季奥运会篮球比赛男子银牌、1984年夏季奥运会篮球比赛男子第五名。